# Himalia
Himalia var i grekisk mytologi en nymf från Cypern.
Hon fick tre söner med guden Zeus - Cronius, Cytus och Spartaeus.